# 八木日和
八木 日和（やぎ ひより、2008年9月10日 - ）は、日本将棋連盟（関西本部）所属の女流棋士。女流棋士番号は92。大阪府大阪市出身。小林健二九段門下。

## 棋歴

### 女流棋士になるまで
2020年2月、第36回関西アマチュア女流将棋名人戦 Bクラスで3位（当時 小学5年）。
2022年6月、関西研修会に入会（D2クラス、当時 中学2年）。
2022年8月、第14回中学生女子将棋名人戦 全国大会で準優勝（当時 中学2年）。
2023年2月、第39回関西アマチュア女流将棋名人戦 Aクラスで準優勝（当時 中学2年）。
2023年8月、第15回中学生女子将棋名人戦 全国大会 優勝（当時 中学3年）。
2024年4月、第14期女流王座戦・アマチュア西日本予選に出場（1勝2敗、当時 高校1年）。
2024年11月、関西研修会B1クラスに昇級し女流2級資格を獲得。
日本将棋連盟からの2024年12月28日付のリリースで、八木が2025年1月1日付で女流2級に昇級し、日本将棋連盟（関西本部）所属の女流棋士になることが公表された。

## 棋風・人物
- 得意戦法は、角換わり早繰り銀および居飛車穴熊[1]。
- 趣味は散歩[1]。
- 小学1年生の時、近所の商店街で開催された子ども将棋教室に参加した事をきっかけに将棋を始めた[1]。
- 2024年4月1日付で改定が行なわれた「女流棋士2級昇級規定」[4]における「B1クラス昇級による女流2級昇級」の最初の適用事例である[5]。
- 2025年版『将棋年鑑』のアンケートで「師匠に褒められたエピソードがあれば教えてください」という質問に、「女流2級の昇級規定の引き上げによって目標が遠くなり、心が折れかけました。師匠は「その分強くなってからデビュー出来る‼︎と前向きに考えなさい」と励ましてくださいました。そして昇級を決めた際には、一歩一歩努力を続けたことをほめてくださいました。」と答えている[6]。

## 昇段・昇級履歴
- 2022年06月00日：関西研修会 入会（D2クラス）[2]
- 2024年11月00日：関西研修会B1クラス 昇級（女流2級資格 獲得）[3]
- 2025年01月01日：女流2級 = プロ入り [1]

## 主な成績

### 女流棋士成績
| 女流タイトル戦         |                                                                    |
| - 白玲戦・女流順位戦   | - （第6期から参加予定） ／ 過去最高：出場なし                      |
| - 清麗戦               | - （第8期から参加予定） ／ 過去最高：出場なし                      |
| - マイナビ女子オープン | - （第19期から参加予定） ／ 過去最高：出場なし                     |
| - 女流王座戦           | - 第15期 二次予選進出（進行中、一次予選2勝） ／ 過去最高：出場なし |
| - 女流名人戦           | - （第53期から参加予定） ／ 過去最高：出場なし                     |
| - 女流王位戦           | - （第37期から参加予定） ／ 過去最高：出場なし                     |
| - 女流王将戦           | - （第48期から参加予定） ／ 過去最高：出場なし                     |
| - 倉敷藤花戦           | - 第33期 3回戦進出（進行中、2勝） ／ 過去最高：出場なし            |

### 年度別成績
| 年度         | 対局数 | 勝数 | 負数 | 勝率   | (出典) |
| ------------ | ------ | ---- | ---- | ------ | ------ |
| 2024年度     | 1      | 1    | 0    | 1.0000 | [ 7 ]  |
| 通算         | 1      | 1    | 0    | 1.0000 | [ 8 ]  |
| 2024年度まで |        |      |      |        |        |

### アマチュア時代の戦績
- 女流棋戦 アマチュア予選
  - 2024年04月13日、第14期女流王座戦（アマチュア西日本予選）出場（1勝2敗）[9]
- アマチュア棋戦
  - 2020年02月11日 - 第36回関西アマチュア女流将棋名人戦 Bクラス3位 [10]
  - 2022年08月21日 - 第14回中学生女子将棋名人戦 全国大会 準優勝 [11]
  - 2023年02月19日 - 第39回関西アマチュア女流将棋名人戦 Aクラス準優勝 [12]
  - 2023年08月20日 - 第15回中学生女子将棋名人戦 全国大会 優勝 [13][14]